# Rosa hemisphaerica
Espèce
Rosa hemisphaerica  ou rosier des Turcs, le Sulphur Rose anglais ou le Schwefel Rose allemand, est une espèce de plantes à fleurs de la famille des Rosaceae. C'est un rosier classé dans la section des Pimpinellifoliæ. Il a été introduit en Europe en 1600 par Clusius et il provenait d'un jardin en Turquie.
On en connait deux variétés :
- Rosa hemisphaerica var. harisoni hort. ex Rehder,
- Rosa hemisphaerica var. plena hort. ex Rehder.

## Synonymes
- Rosa raphinii Boiss. & Balansa
- Rosa sulphurea Dryand.

## Description
- Le rosier botanique, Rosa hemisphaerica, var. rapinii n'a été découvert et nommé qu'au début du XXe siècle.

Il a des fleurs simples et ne réussit pas en culture
- Rosa hemisphaerica est un buisson haut de 1 à 4 mètres, aux tiges molles (ce qui nécessite de les palisser) qui portent des aiguillons en forme de crochets. Le feuillage, de couleur tirant sur le gris bleuté,  est constitué de feuilles à 5 à 9  folioles dentelés ovales.

Les fleurs sont isolées, en forme de demi-sphère d'où le nom spécifique, très doubles, d'un remarquable jaune soufre et assez grandes (5 à 6 cm).

## Culture et utilisation
Ce rosier est cultivé en Perse depuis l'Antiquité.